# Kanton Cambrai-Est
Cambrai-Est is een voormalig kanton van het Franse Noorderdepartement. Het kanton maakte deel uit van het arrondissement Cambrai. Op 22 maart 2015 werd het kanton opgeheven en werden de gemeenten Awoingt, Niergnies en Séranvillers-Forenville toegevoegd aan het al bestaande kanton Le Cateau-Cambrésis, de gemeenten Cagnoncles, Cauroir, Iwuy en Naves werden opgenomen in het op die dag gevormde kanton Caudry en de overige gemeenten gingen op in het eveneens op die dag gevormde kanton Cambrai.

## Gemeenten
Het kanton Cambrai-Est omvatte de volgende gemeenten:
- Awoingt
- Cagnoncles
- Cambrai (deels, hoofdplaats)
- Cauroir
- Escaudœuvres
- Estrun (Stroom)
- Eswars
- Iwuy
- Naves
- Niergnies
- Ramillies
- Séranvillers-Forenville
- Thun-l'Évêque
- Thun-Saint-Martin